# Ashford (borough)
Ashford è un borough del Kent, Inghilterra, Regno Unito, con sede nella città omonima.
Il distretto fu creato con il Local Government Act 1972, il 1º aprile 1974 dalla fusione dei Municipal Borough di Tenterden con il Distretto urbano di Ashford e con i distretti rurali di East Ashford, West Ashford e Tenterden.

## Ward e parrocchie
Il borough è composto da 43 ward elettorali, 18 delle quali ad Ashford e due consigli cittadini, ad Ashford e Tenterden.
Nel borough esistono poi 39 parrocchie civili, che escludono l'area del capoluogo:
- Aldington
- Appledore
- Bethersden
- Biddenden
- Bilsington
- Bonnington
- Boughton Aluph and Eastwell
- Brabourne
- Brook
- Challock
- Charing
- Chilham
- Crundale
- Egerton
- Godmersham
- Great Chart con Singleton
- Hamstreet
- Hastingleigh
- High Halden
- Hothfield
- Kenardington
- Kingsnorth
- Little Chart
- Mersham
- Molash
- Newenden
- Pluckley
- Rolvenden
- Ruckinge
- Sevington
- Shadoxhurst
- Smarden
- Smeeth
- Stone-cum-Ebony
- Tenterden
- Warehorne
- Westwell
- Wittersham
- Woodchurch
- Wye con Hinxhill